# Muhammadu Buhari
General-bojnik Muhammadu Buhari (Daura, 17. prosinca 1942. – London, 13. srpnja 2025.) bio je vojni vođa Nigerije i njen 7. i 15. predsjednik.
Rodio se u muslimanskoj obitelji koja je porijeklom iz naroda Fulani, a rodio se u državi Katsina, kao i sadašnji predsjednik.
Na vlast se popeo pučem izvršenim na Silvestrovo 1983. godine. Naime, Druga Nigerijska Republika koju je vodio civilni predsjednik Shehu Shagari bila je korumpirana i neučinkovita. To je general Buhari naveo kao razlog zašto je vojska došla na vlast. Njegova uprava isprva je bila vrlo popularna kod većine Nigerijaca. Kasnije se pokazalo da i on ima autoritarne tendencije. Upravljajući zemljom transparentno i učinkovito, pridobio je simpatije naroda. Ono što se pokazalo kao loše su "Dekret broj 2" i "Dekret broj 4" kojima se kontrolirao narod i njegovo mišljenje o vlasti.
No, Ibrahim Babangida u Vrhovno vojno vijeće postavio je časnike srednjeg nivoa (bojnike i pukovnike). Svrgnut je s vlasti, ali je bio dio administracije kad je vladao pokojni diktator Sani Abacha (1993. – 1998.).
Na izborima 2003. kandidirala ga je Svenigerijska narodna stranka, ali ga je pobijedio Olusegun Obasanjo za više od 11 miljuna glasova.
Kad su se 2007. godine održavali izbori, ponovno se kandidirao, ali je osvojio samo 18% glasova, a Umaru Yar'Adua osvojio je 70% glasova. Muhammadu nije priznao ove rezultate, jer je bilo nepravilnosti, ali ne dovoljno da se izbori ponove. Morao je posuditi novac iz banke da kupi formular kojim se prijavljuje za predsjedničkog kandidata.
On i pokojni "predsjednik" Johnson Aguiyi-Ironsi su jedini uz čija imena nije vezivana korupcija. 
Buhari je ponovno pobijedio na izborima za predsjednika Nigerije, porazivši dotadašnjeg predsjednika Goodlucka Ebele Jonathana. To je bilo prvi put u povijesti Nigerije da je dotadašnji predsjednik izgubio opće izbore. U veljači 2019. Buhari je ponovno izabran, porazivši svog najbližeg suparnika, bivšeg potpredsjednika Atikua Abubakara, za više od 3 milijuna glasova.